# Alger-Beyrouth. Pour mémoire

Alger-Beyrouth. Pour mémoire est un téléfilm réalisé en 1998 par Merzak Allouache et diffusé sur Arte le 7 septembre 1998.

## Synopsis
Une journaliste française, Laurence, rencontre par hasard un collègue algérien, Rachid, en fuite de son pays pour échapper à la guerre civile entre le gouvernement et le GIA. Ils avaient eu une liaison sentimentale des années auparavant, à Beyrouth, pendant la guerre civile libanaise (1975-1990). Laurence essaye de procurer à Rachid un permis de séjour pour l'emmener en France, en sécurité.

## Fiche technique
- Réalisation : Merzak Allouache
- Scénario : Merzak Allouache
- Photo : Laurent Machuel
- Son : Adrien Nataf
- Décors : Hamza Nasrallah
- Montage : Claude Frechède
- Musique : René-Marc Bini
- Producteurs exécutifs : Joëy Faré, Pierre Salloum, Fabienne Servan-Schreiber, Michèle Tyan
- Production : La Sept/Arte, Cinétévé, Djinn House Productions, et la participation de Canal+ Horizons
- Durée : 90 minutes
- Date de diffusion : 7 septembre 1998 sur Arte
- Présentation : Festival de Locarno en août 1998
- genre : drame , romance

## Distribution
- Fabienne Babe : Laurence
- Georges Corraface : Rachid
- Hocine Choutri : Hocine
- Paul Mattar : Samy
- Mona Tayeh : Mouna
- Zeina Saab De Melero : Nedjwa
- Shadi El Zein : Hichem
- Gabriel Yammine : Lyes